# Personlig tränare
En personlig tränare, förkortas pt, lägger upp och genomför individuellt anpassad träning med en kund, vanligtvis vid ett gym. En personlig tränare bör ha kunskaper inom anatomi, fysiologi samt näringslära. En personlig tränare hjälper kunden att träna genom att peppa kunden med ord, pusha på kunden så att personen får ett önskat och effektivt träningspass.

## Kvalifikationer
Kriterier för kvalifikationer hos personliga tränare kan variera från land till land. I Sverige har man tagit fram nationella riktlinjer för personliga tränare. Arbetet genomfördes inom Swedish Standards Institute. Svenska nationella riktlinjer publicerades i november 2012 efter konsensus inom en teknisk grupp tillsammans med Konsumentverket och föreningen Sveriges konsumenter.  Svenskt standardiseringsarbete genomfördes enligt ISO och CEN:s principer för standardisering. 
SSI är dock ingen myndighet och tyvärr finns det ännu ingen myndighet som har tagit fram standardiserade krav på personliga tränare. Svenska branschorganisationen FRISK, som representeras av arbetsgivare, har gjort en kravlista som även innefattar Europeiska branschorganisationen EuropeActives krav på personliga tränare som motsvarar EQF nivå 4. 
Utöver kvalifikationskrav från ovan har även enskilda utbildningsföretag tagit fram egna krav. Exempelvis har utbildningsföretaget EBT Academy krav på att eleverna ska ha ett källkritiskt förhållningssätt för att skydda mot missuppfattningar och myter som ofta förekommer inom träningskretsar.